# Paralastor subobscurus
Paralastor subobscurus är en stekelart som beskrevs av Perkins 1914. Paralastor subobscurus ingår i släktet Paralastor och familjen Eumenidae. Inga underarter finns listade i Catalogue of Life.